# Álvaro Barbalho Uchôa Cavalcanti
Álvaro Barbalho Uchôa Cavalcanti (* 2. April 1818 in Sirinhaém, Pernambuco; † 15. September 1889 in Parnamirim, Pernambuco) war ein brasilianischer Politiker, der unter anderem Mitglied der Abgeordnetenkammer, zwischen 1871 und 1889 Mitglied des Senats des Kaiserreichs Brasilien war.

## Leben
Álvaro Barbalho Uchôa Cavalcanti absolvierte nach dem Schulbesuch ein Studium der Rechtswissenschaften an der Juristischen Fakultät von Olinda und war danach als Richter tätig. Er war Mitglied der Konservativen Partei (Partido Conservador) und wurde für diese 1843 als Deputado Geral erstmals Mitglied der Abgeordnetenkammer (Câmara dos Deputados do Brasil) und vertrat in dieser bis 1871 die Provinz Pernambuco. Nach seinem Ausscheiden aus der Abgeordnetenkammer wurde er am 1871 Mitglied des Senats des Kaiserreichs Brasilien (Senado do Império do Brasil) und gehörte diesem als Vertreter der Provinz Pernambuco von der 14. bis zu seinem Tode in der 20. Legislaturperiode am 15. September 1889 an.
Sein Sohn João Barbalho Uchôa Cavalcanti (1846–1909) war ebenfalls Mitglied der Abgeordnetenkammer und Senatorn sowie 1891 Minister für Landwirtschaft und Verkehr.

## Weblink
- Senador Álvaro Barbalho Uchôa Cavalcanti. Bundessenat, abgerufen am 17. März 2025 (portugiesisch).